# 激突トマラルク
『激突トマラルク TOMARUNNER VS L'Arc〜en〜Ciel』（げきとつトマラルク トマランナー ヴァーサス ラルク アン シエル）は、2000年7月19日にソニー・コンピュータエンタテインメントから発売されたPlayStation用レーシングゲーム。

## 概要
本作品は、1999年7月22日に発売されたPlayStation用ゲームソフト『激走トマランナー』（以下、『激走』という）をベースに制作されたレーシングゲーム。
1999年に発売されたゲーム『激走』は、豪華ホテルや下町の商店街、サーキットなど、シュールなコースをひた走る人間レースゲームである。また、相手ランナーの邪魔をするため、爆弾を投げつけたり、屁をかけたりするなど過激かつスピード感あふれる内容で話題を呼んだゲームとなっている。
この『激走』をロックバンド、L'Arc〜en〜Cielのボーカリストであるhydeが非常に気に入っていたことをきっかけにコラボレーションが決まり、L'Arc〜en〜Cielのメンバーが全面的に企画に参加したゲームとして本作が制作されることになった。
本作のディレクターは、『激走』の他、『XI [sai]』や『パタポン』を手掛けた小谷浩之が担当。プロデューサーはPlayStationのジャパンスタジオ長を務めた桐田富和、さらにエグゼクティヴプロデューサーはソニー・コンピュータエンタテインメントの佐藤明と竹野史哉が担当している。なお、hydeはエクストラディレクターを務めており、バグフィックスやロケテストにも協力したという。ちなみに本作のパッケージの裏面には、＜hyde！遂にゲームディレクターデビュー！！＞という宣伝文句が印字されている。

### 遊び方
ルールは基本的に『激走』と共通で、プレイヤーの操作で走りまわるキャラクターを、対戦相手よりも先にゴールさせることを目指すという内容。このゲームのコンセプトは「"卑怯"は最高の誉め言葉。勝負なんて"勝てば官軍"」であり、ステージに配置されたアイテムを拾い、自身が選択したキャラクターの足の速さを上げたり、体力を回復したり、対戦相手を妨害するなどしてゴールを目指し駆け抜けるスリリングさが特徴となっている。なお、『激走』との大きな違いは、L'Arc〜en〜Cielのメンバー4人がメインキャラクターとして登場している点である。また、キャラクターやコース、装飾の数が元となった『激走』から数点省かれており、内容は『激走』と完全に共通しているわけではない。
本作に登場するアイテムは、『激走』にあったもの以外に、L'Arc〜en〜Cielに関連するものが存在する。例えば、パワーゲージが溜まる「ラルクっち」や、様々なアイテムがランダムで入った「ラル缶」は、L'Arc〜en〜Cielのライヴグッズとして公演会場で発売されていた商品から取られている。他にも、対戦相手をバナナの皮で転ばせる「ムキンポ」は、tetsuya（当時のアーティスト名義は"tetsu"）が考えた、バナナの姿をした自身のオフィシャルキャラクターの名前から拝借されている。
また、ステージは全14コースの中から選択することができる。各ステージのコーナーなどには、そのステージ特有の鉄棒やマット、ダイナマイトの箱といったギミックが配置されており、それらをタッチすることによりスピードを上げたり、対戦相手を妨害することができる。これらを上手く活用することが勝ちに向かうコツとなる。

### ゲームモード
- はじめに

謎の覆面教師、トマランダー先生がミニゲーム「トマラン地獄」を通じて基本操作を説明するモード。この地獄には全7メニューが存在する。
内容は「はたあげ地獄」「マット地獄」「とびばこ地獄」「ダンナー地獄」「ポール地獄」「たにま地獄」「かいろう地獄」の7つ。
- トマラン大会

コンピュータが操作する計6～8人のライバルを蹴散らしてNo.1を目指すモード。この大会には3つのメニューが存在する。
「トマラン大会2000」は比較的CPUの強さなどが"やさしい"、対して「ウラトラマン」は比較的CPUの強さなどが"むずかしい"メニューとなっている。ちなみに「ウラトラマン」は、トマラナイトを6個を入手したうえで「トマラン大会2000」をクリアすると選択可能になる。
なお、このモードで使用できるキャラクターはL'Arc〜en〜Cielのメンバー4人に限られ、『激走』のオリジナルキャラクターは対戦相手として登場しており、本作の副題に付けられた「TOMARUNNER VS L'Arc〜en〜Ciel」を体現したゲーム内容になっている。
残りの「おうえん」はいわゆる観戦モードであり、プレイヤーはボタンを押すことで走るランナーに応援が可能。たまにランナーが声援にレスポンスを返すことがある。
- チームバトル

3人ひと組のチーム同士で対戦するモード。試合は勝ち抜き形式で進行し、あらかじめ決めた本数を先取すれば勝利となる。「CPUとチームバトル」と「ふたりでチームバトル」の2つのメニューが存在する。ちなみにこのモードは、「トマラン大会2000」か「おうえん」をクリアする、もしくは「たいせん」を計20回プレイすることにより選択可能となる。
なお、3人ひと組は以下の6チームで設定されている。
- 「ハイディトリックス」: hydeが大将を務めるチーム。他のメンバーは、イソノとブラックの2名。
- 「野獣軍団」: kenが大将を務めるチーム。他のメンバーは、カッパと凶犬ガルルの2名。
- 「クランキー倶楽部」: tetsuが大将を務めるチーム。他のメンバーは、ピヨタンクとギンの2名。
- 「使徒隊八〇八」: yukihiroが大将を務めるチーム。他のメンバーは、てんしとあくまちゃんの2名。
- 「ザ・トマランズ」: JAM夫が大将を務めるチーム。他のメンバーは、ナカジマとSJAM夫の2名。
- 「仮面ランナーズ」: エースさんが大将を務めるチーム。他のメンバーは、モーターマンと源さんの2名。

- たいせん

いわゆる対戦モードで、3つのメニューが存在する。
「CPUと対戦」ではCPUと1対1の勝負、「ふたりで対戦」では1対1の友人戦が可能。また、「ひとりではしる」は、文字通り一人でプレイするメニューとなっており、操作の練習やコースの研究に適したものとなっている。なお、「たいせん」モードで出現条件を満たすことにより、『激走』のキャラクターや新たなコースが選択できるようになる。
- おたのしみ

おまけのモードで、「リプレイ」「hydeのおてほん」「ムービー」「ランキング」の4つのメニューが存在する。
「hydeのおてほん」は、hydeがステージ、"しらかべ城2"を操作したプレイ動画を見ることのできるメニューとなっている。なお、映像のhydeのタイムは1分00秒56（ベストタイムは54秒59、ベストラップ(1周)は17秒79）であり、このタイムからhydeが『激走』の頃からゲームをやり込んでいることがうかがえる。また、「ムービー」ではゲームのオープニング映像などを視聴できる。

### キャラクター
本作では、L'Arc〜en〜Cielのメンバー4人（「hyde」、「ken」、「tetsu」（現在のアーティスト名義は"tetsuya"）、「yukihiro」）をデフォルメしたキャラクターがメインキャラとして登場しており、キャラクターボイスも4人が声をあてている。ちなみにデフォルメされたメンバー4人のデザインは、hydeが書いたラフスケッチをもとに制作されている。なお、キャラクター性能にそれぞれ違いがあり、「移動スピードが速く扱いやすい"hyde"」「押し合いに強いパワータイプの"ken"」など差別化されている。また、『激走』に登場する「JAM夫」や「カッパ」、「てんし」などのキャラクターも登場する。
そして『激走』から引き続き、キャラクターのコスチュームチェンジをすることが可能となっている。L'Arc〜en〜Cielのメンバー4人は、それぞれ4つのコスチュームに着せ替えることができる。なお、L'Arc〜en〜Cielが最初の段階で着ている衣装は、バンドが1999年に開催したライヴツアー「1999 GRAND CROSS TOUR」で着用していた舞台衣装をモチーフにしている。
| 名前                  | 特徴 |
| --------------------- | --- |
| hyde （ハイド）       | スピードに乗るまでは遅いものの最高速度は群を抜くランナー。いったん勢いがつけば風のごとく駆け抜けられるはず。いかにスピードを殺さず走れるかが課題。 なお、hydeに限り、「ラル缶」を拾った際に中から攻撃アイテムの「ヒヨコ」が出てくると、ヒヨコではなくコウモリで攻撃を行う。 初期状態ではアイテム「ワライタケ」を持っている。スーパースキルとして「ロケットダッシュ」を取得可能。 ちなみに、「おたのしみ」モードにある「hydeのおてほん」ではhyde本人の操る「hyde」の走りが見ることが可能。 - 「トマラン大会2000」でのステータスは、RUN: 3 / DASH: 5 / JUMP: 1 / SKILL: 4 / TOUGH: 1 / ATTACK: 3                            |
| ken （ケン）          | 走行スピードが全般的に遅い代わりに、パワフルな体が特徴的なランナー。当たり強さは大会にエントリーする全ランナーを含めてもトップクラス。 なお、kenに限り、「ラル缶」を拾った際に中から攻撃アイテムの「ヒヨコ」が出てくると、ヒヨコではなくタバコで攻撃を行う。 初期状態ではアイテム「ハイハイミサイル」を持っている。スーパースキルとして「タマツキエンジン」を取得可能。 - 「トマラン大会2000」でのステータスは、RUN: 1 / DASH: 1 / JUMP: 4 / SKILL: 5 / TOUGH: 3 / ATTACK: 7 |
| tetsu （テツ）        | どの能力も高めで、さらに初めからロケットダッシュを使えるランナー。ただポールやマットで得られる加速は低め。4人の中でもビギナー向けといえる。 なお、tetsuに限り、アニメ『機動戦士ガンダム』に登場するキャラクター、シャア・アズナブルを想起させるセリフを多用する。また、コスチュームのひとつにシャアがアニメの中で着用していた赤い軍服をイメージした衣装が存在する。 初期状態ではアイテム「ムキンポ」を持っている。「ロケットダッシュ」が初期装備として使用可能。スーパースキルとして「タマツキエンジン」を取得可能。 - 「トマラン大会2000」でのステータスは、RUN: 5 / DASH: 1 / JUMP: 4 / SKILL: 6 / TOUGH: 2 / ATTACK: 6 |
| yukihiro （ユキヒロ） | hydeの能力値と似ていながら、hydeと比較すると若干値が低いところがあるものの、スピードに乗るまでが速いランナー。また、水泳と坂や壁を登る速度は大きく優れている。 なお、yukihiroがドラマーということもあってか、ドラムスティックで攻撃するモーションも存在する。 初期状態ではアイテム「ラル玉」を持っている。「タツマキエンジン」が初期装備として使用可能。スーパースキルとして「ロケットダッシュ」を取得可能。 - 「トマラン大会2000」でのステータスは、RUN: 1 / DASH: 3 / JUMP: 1 / SKILL: 8 / TOUGH: 3 / ATTACK: 2 |

この他、『激走』のオリジナルキャラクターも登場する（以下参照）。
| - JAM夫 - カッパ - ナカジマ - ギン - エースさん | - 源さん - てんし - モーターマン - 凶犬ガルル - あくまちゃん | - ブラック - ピヨタンク - SJAM夫 - イソノ - トマランダー先生 |

### ステージ
ステージは以下の14つが用意されている。
| - しらかべ城1 - しらかべ城2 - ホテル1 - ホテル2 - トマランサーキット - かけこみ寺1 - かけこみ寺2 | - くねくね小路1 - くねくね小路2 - トマランビーチ - カッパの里 - ジャマー遺跡 - トマラン宮殿 - トマラン神社 |

### サウンド
『激走』から引き続き、様々なゲームのサウンドプロデュースを務めた竹ノ内裕治（TECHNOuchi）と衛藤英幸が本作のサウンドを制作している。
また、本作がL'Arc〜en〜Cielとのコラボレーションゲームであることから、ゲーム内でL'Arc〜en〜Cielの楽曲も使用されている。本作では、メニュー画面で「Larva」が、レース中のBGMとして「Driver's High」「trick」「STAY AWAY」「ROUTE 666」のアレンジ版が使われている。なお、L'Arc〜en〜Cielの楽曲のゲームアレンジ版の編曲は、竹ノ内裕治の他、斉藤仁と山崎耕一が担当している。ちなみに「STAY AWAY」のオリジナル音源は、本作の発売日と同日にシングル表題曲としてリリースされている。また、「ROUTE 666」のオリジナル音源は、本作発売から約1ヶ月後の2000年8月30日に発表されたアルバム『REAL』に初収録されている。
なお、一定条件を満たしたうえで「トマラン大会」をクリアすることで、デフォルメされたL'Arc〜en〜Cielのメンバー4人が演奏する「虹」のライヴ風映像が流れるエンディングクレジットを視聴することができる。
2023年4月19日には、本作および『激走』のサウンドトラックが、インディーの音楽販売プラットフォーム、Bandcampで配信されている。ただ、L'Arc〜en〜Cielの楽曲のアレンジ版は未配信となっている。

## 秘密のトマラン大会：「トマラルクルーズ」
本作の関連イベントとして、2000年11月に「トマラルクルーズ」と題したゲーム大会が開催された。
このイベントは、2000年9月1日にソニー・マガジンズから発行された公式攻略本『激突トマラルク パーフェクトガイドブック』に付属する応募券と合わせて好タイムを記録したビデオを送付すると、抽選のうち10名はhyde本人と対決でき、100名はその模様を観戦できるという企画になっている。この大会はパーティなどに用いられるクルーザー内で行われ、司会はラジオDJのやまだひさしが担当した。hydeに勝利すると、賞品としてhydeの私物（ミュージック・ビデオで本人が着用した衣装）やオリジナルグッズが贈呈された。

## スタッフクレジット
ゲームソフトに付属するブックレットより転載。
| エクストラディレクター - hyde エグゼクティブプロデューサー - 佐藤明 - 竹野史哉 プロデューサー - 桐田富和 ディレクター - 小谷浩之 企画・プログラム - 塩崎英生 企画・グラフィック制作 - 服部一哉 desert productions グラフィック制作 - 山下克己 - 大西俊行 - 福井仁子 - 堀竜将 - 佐々木佳介 - 芝夕紀子 desert productions グラフィック制作協力 - 服部りか サウンド制作 - 竹ノ内裕治 - 衛藤英幸 desert productions | オープニングムービー - 矢野賢史 Shift エンディングムービー - 福井仁子 desert productions スーパーバイザー - 佐伯雅司 プロモーション - 小宮一昭 - 細谷恵 - 須貝正剛 セールス - 浅野高志 SCEJ QAチーム - 三好由起子 - 岡田安弘 - 広渡大輔 - 古田由香里 - 小松亜衣子 - 山崎けい 解説書デザイン - 森栄二郎 - 鈴木宏枝（SMC） - 磯部俊弘（SMC） - 佐野三美子（command space） - 安原健一郎（豊玉屋） - 大和栄（豊玉屋） 進行 - 向山優子 | Epic Visual - 高橋史江 - 萩原義弘 Ki/oon Records - 中山千恵子 - 中山道彦 - 田中阿美子 MAVERICK D.C.,INC. - 大石征裕 - 圓谷雅一 - 関隆幸 | ゲーム中挿入曲 - ［Driver's High］ music: tetsu - ［STAY AWAY］ music: tetsu - ［ROUTE 666］ music: hyde - ［trick］ music: yukihiro 挿入曲アレンジ - 竹ノ内裕治 desert productions - 斉藤仁 Palms Entertainment - 山崎耕一 虹 word: hyde music: ken performance: L'Arc〜en〜Ciel by the courtesy of Ki/oon Records L'Arc〜en〜Ciel - hyde - ken - tetsu - yukihiro |

## 書籍
| 発売日       | タイトル                                | ISBN               | 発行               |
| ------------ | --------------------------------------- | ------------------ | ------------------ |
| 2000年9月1日 | 激突トマラルク パーフェクトガイドブック | ISBN 4-7897-9332-X | ソニー・マガジンズ |